# Ischaemum hansenii
Ischaemum hansenii är en gräsart som beskrevs av Norman Loftus Bor. Ischaemum hansenii ingår i släktet Ischaemum och familjen gräs. Inga underarter finns listade i Catalogue of Life.